# Вальтер фон Лютвіц
Барон Вальтер фон Лютвіц (нім. Walther Freiherr von Lüttwitz; 2 лютого 1859, Бодланд, район Розенберг, Сілезія — 20 вересня 1942, Бреслау) — німецький генерал, відомий завдяки своїй участі в Каппському заколоті.

## Біографія
Під час Першої світової війни займав ряд високих військових посад, у тому числі неодноразово — командира бригади. Після оголошення перемир'я в 1918 був призначений тимчасовим революційним урядом — Радою народних уповноважених — на посаду головнокомандувача рейхсвером в Берліні і його околицях. Перебуваючи на цій посаді, в січні 1919 керував придушенням за допомогою фрайкора так званого Повстання спартакістів.
Як і багато інших в рейхсвері, був рішучим противником Версальського договору, найбільше — вимогам скоротити німецьку армію до 100 тисяч чоловік, ліквідувати фрайкор і видати державами-переможницями близько 900 службовців рейхсверу, що звинувачувалися у скоєнні військових злочинів.
Активний опір вимогам мирного договору розпочав після 11 березня 1920, коли був зміщений з посади головнокомандувача рейхсміністром оборони Густавом Носке. У ніч з 12 на 13 березня морська бригада Ергардта, яка підлягала розформуванню, а перед цим знаходилася в підпорядкуванні Лютвіца, увійшла в урядовий квартал Берліна. Лютвіц був призначений заколотниками рейхсміністром оборони. Не підтримані старою елітою і населенням, заколотники протрималися лише кілька днів, 17 березня, вбачаючи придушення заколоту, Лютвіцу вдалося втекти.
Після втечі кілька років прожив в Угорщині, після оголошення амністії в 1925 повернувся на батьківщину.

## Звання
- Фенріх (15 квітня 1878)
- Другий лейтенант (15 грудня 1876)
- Перший лейтенант (12 червня 1886)
- Гауптман (21 січня 1892)
- Майор (27 січня 1898)
- Оберст-лейтенант (15 вересня 1904)
- Оберст (14 квітня 1907)
- Генерал-майор (20 або 23 березня 1911)
- Генерал-лейтенант (1 січня 1914)
- Генерал піхоти (18 серпня 1918)

## Нагороди
- Столітня медаль
- Хрест «За вислугу років» (Пруссія) (1903)
- Князівський орден дому Гогенцоллернів, почесний хрест 2-го класу
- Орден Корони (Пруссія) 2-го класу
- Орден Фрідріха (Вюртемберг) 2-го класу
- Почесний хрест дому Шварцбургів 2-го класу
- Орден Святих Маврикія та Лазаря, офіцерський хрест (Італія)
- Орден Червоного орла 2-го класу з дубовим листям і мечами
- Орден Церінгенського лева (Велике герцогство Баден)
- Орден Меча, командорський хрест 1-го класу
- Орден «Османіє» 3-го ступеня (Османська імперія)
- Залізний хрест 2-го і 1-го класу
- Pour le Mérite з дубовим листям
  - орден (24 серпня 1916)
  - дубове листя (24 березня 1918)
- Почесний хрест ветерана війни з мечами